# 131072
131072（十三万千七十二、じゅうさんまんせんななじゅうに）は、自然数または整数において、131071の次で131073の前の数である。

## 性質
- 131072は合成数であり、約数は 1, 2, 4, 8, 16, 32, 64, 128, 256, 512, 1024, 2048, 4096, 8192, 16384, 32768, 65536, 131072 である。
  - 約数の和は262143。
- 131072 = 217
  - 17番目の2の累乗数である。1つ前は65536、次は262144。
  - n = 2 のときの n17 の値とみたとき1つ前は1、次は129140163。
  - 素数 p = 17のときの 2p の値とみたとき1つ前は8192、次は524288。(オンライン整数列大辞典の数列 A034785)

## その他 131072 に関連すること
- 1681年頃和算家の関孝和は、正131072角形を使って円周率を小数点以下第16位まで求めた。（エイトケンのΔ2乗加速法の項目を参照。）